# 寶興里
寶興里是中華人民共和國上海市黃浦區外滩街道金陵東路300弄的一個弄堂，於1923年建成。1949年12月，宝兴里成立居民福利会，后来更名為居民委员会，单粲宝出任第一任居委会主任。寶興里成立的居委會是該國的第一批居委会。截至1989年，佔地面積7774平方米，建築面積11423平方米。共有75幢2層磚木結構的房屋。2019年8月，寶興里開始舊區改造。2020年12月25日，宝兴里最后一户居民搬离。